# 반샤기 일디코

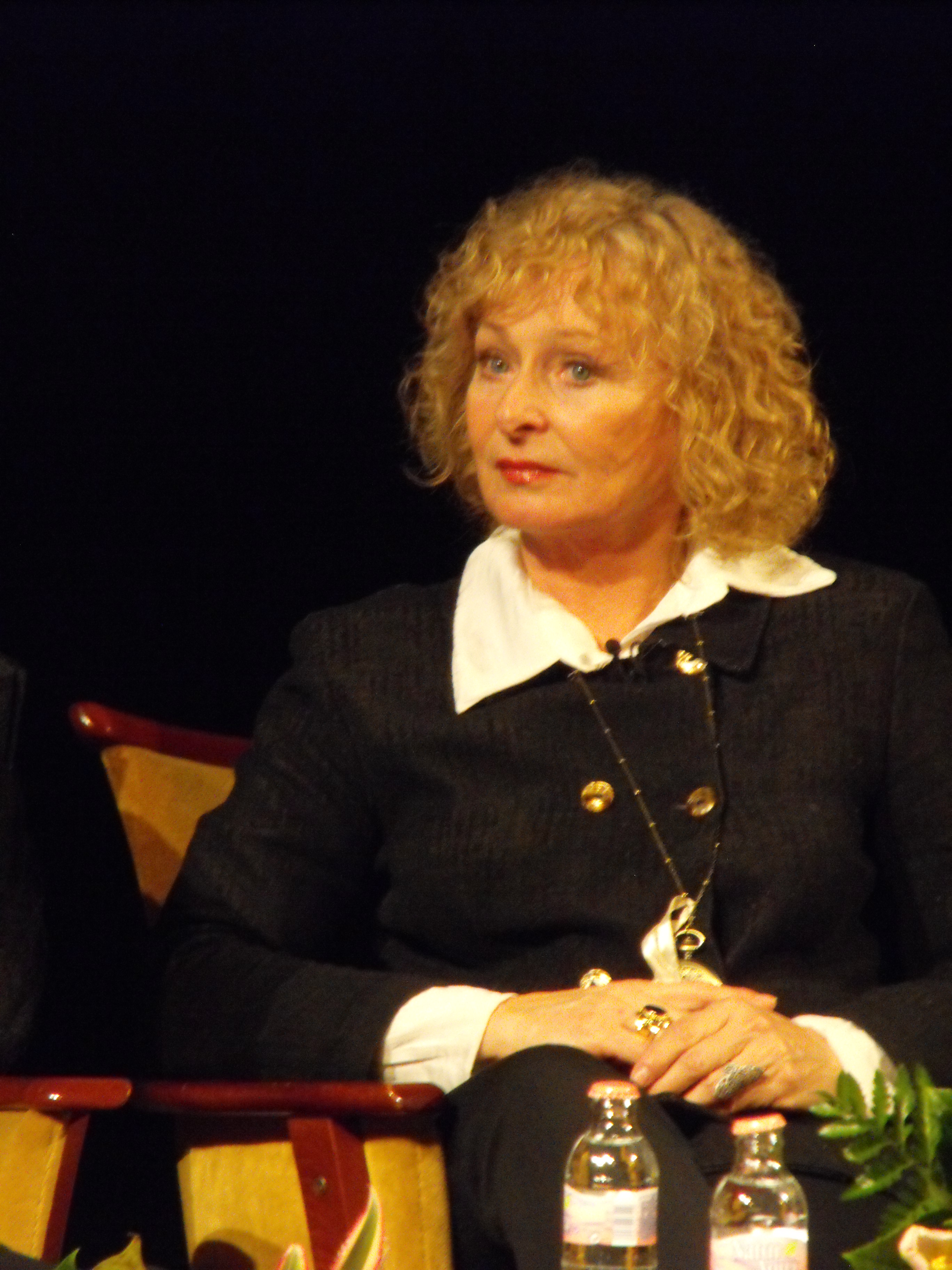

반샤기 일디코(헝가리어: Bánsági Ildikó, 1947년 10월 19일 ~ )는 헝가리의 배우이다. 부다페스트에서 태어났다.

## 영화
- 패닉 (2008년)
- 오버나잇 (2007년)
- 영광의 아이들 (2006년)
- 로자의 노래 (2003년)
- 텐 미니츠 - 첼로 (2002년)
- 패션 (1998년)
- 비너스 (1991년)
- 내 부모님의 일기 (1990년)
- 하누센 (1988년)
- 내 사랑의 일기 (1987년)
- 내 어린 날의 일기 (1984년)
- 메피스토 (1981년)